# Museo de Arte Contemporáneo de Caracas
Het Museo de Arte Contemporáneo de Caracas (MACC) is een museum voor moderne en hedendaagse kunst in het Complejo Parque Central in het centrum van de Venezolaanse hoofdstad Caracas.  

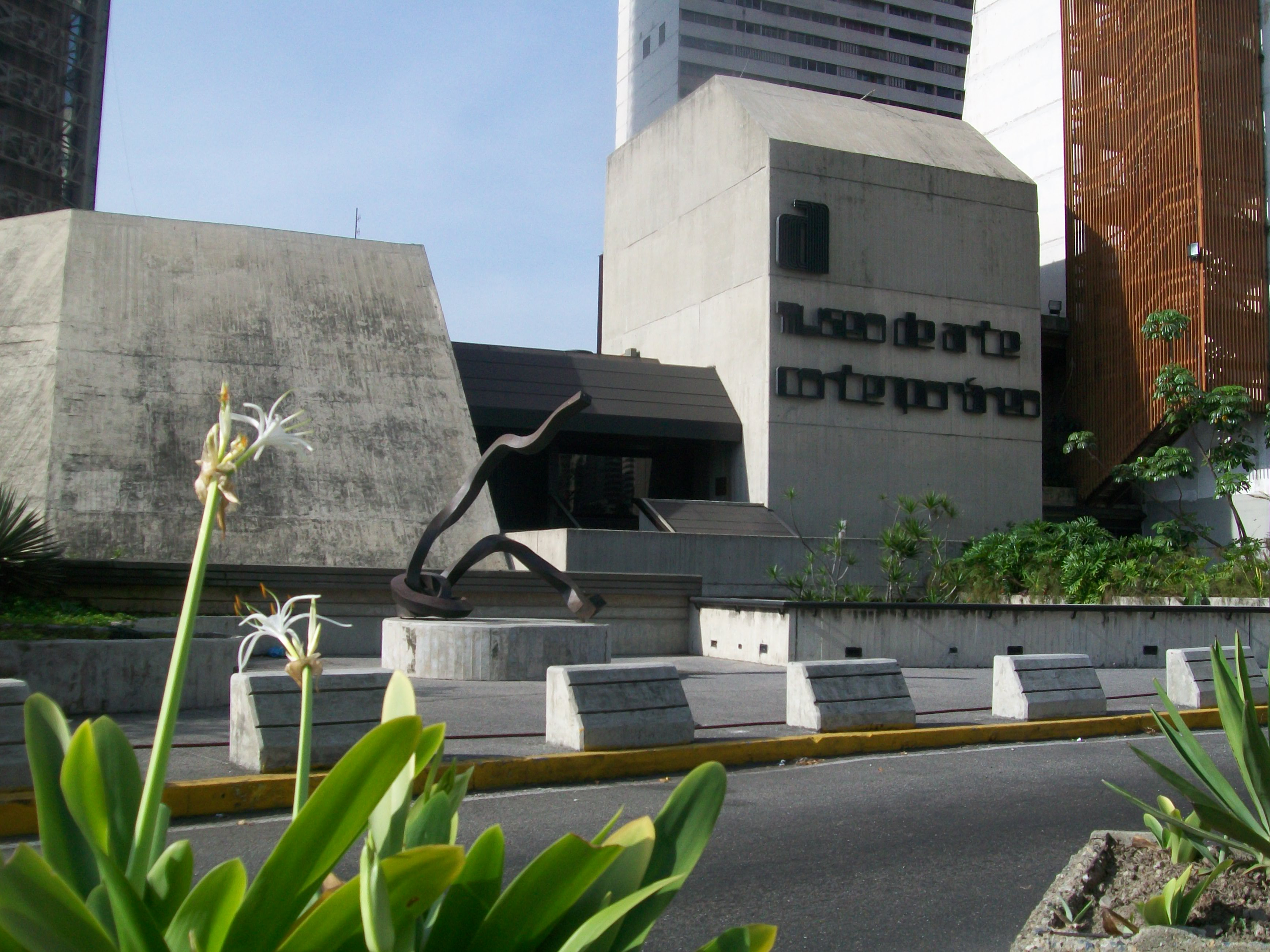
Museo de Arte Contemporáneo de Caracas in Caracas

## Geschiedenis
In 1973 werd in het Centro Simón Bolivar de Fundación Museo de Arte Contemporáneo de Caracas gesticht. Het museum werd in 1974 voor het publiek geopend in het nieuwe Complejo Parque Central. De collectie, die 3000 kunstwerken omvat van Venezolaanse en internationale kunstenaars, wordt in dertien zalen met een totale oppervlakte van 21.000 m² tentoongesteld. Het museum beschikt onder andere over een auditorium, een bibliotheek, een atelier, een binnenplein en een beeldentuin.
Sinds 2005 maakt het museum deel uit van de Fundación Museos Nacionales (FMN), waartoe onder andere behoren: het Museo de Ciencias de Caracas, de Galería de Arte Nacional de Caracas en het Museo de Bellas Artes de Caracas.

## Collectie
- Kenneth Armitage: The Forest
- Lucio Fontana: Ambiente Spaziale con Concetto Spaciale "Attesa"
- Héctor Fuenmayor: Christo
- Joan Miró: Mujer y Ave
- Francisco Narváez: Volumenes
- Pablo Picasso: Twee figuren en Portret Dora Maar
- Jesús Rafael Soto: Progresión Caracas 1 en Progresión Caracas 2 uit 1974, alsmede Mural Signals, Mural Amsterdam en Mural B.I.V

Voorts werken van onder anderen: Marisol Escobar, Marc Chagall, Jean Arp, Alexander Calder, George Segal, Fernando Botero, Victor Vasarely, Auguste Rodin, Henri Laurens, Francis Bacon, Georges Braque, Cornelis Zitman.